# Ludwig Kakumei
Ludwig Kakumei (ルードヴィッヒ革命, Ludwig Kakumei) Ludwig Kakumei o Ludwig Revolution es un manga shōjo de horror gótico con mucho humor negro creado por la mangaka Kaori Yuki. La historia trata sobre el Príncipe Ludwig, a quien su padre le ordena que busque una esposa para que la lleve a vivir al reino y a su castillo. Junto con su sirviente Wilhem viaja por varios reinos y tierras en busca de señoritas protagonistas de clásicos cuentos de hadas a las cuales desposar.

## Personajes principales
- Príncipe Ludwig: Está dotado de un cuerpo y cara hermosos que se contrarrestan con su egocentrismo y excentricidad, tiene bastantes perversiones y "ama" a las señoritas de pechos enormes, inclusive tiene un "sexto sentido" para encontrar mujeres de senos grandes.

- Wilhem: Es el sirviente fiel del príncipe Ludwig, lo acompaña a buscar princesas con las cuales casarse. Se conocen desde que eran niños y es la persona más cercana a Ludwig, abandonó su hogar y a su amiga Lisette para estar con el príncipe.

## Otros personajes
- El Rey (padre de Ludwig)
- Blanche
- Lisette
- Friderike
- Dorothea
- Julius
- Hansel
- Gretel
- Rapunzel
- Silvio
- Katherine
- Christo
- Albertina brune
- Albertina blonde
- Aschen
- Balduin
- Verónica
- Manuela

## Tomo 1
- Capítulo 1: Blanche Neige (Blanca Nieves)

La reina de un reino vecino deseó tener una hija "con una piel tan blanca como la nieve, con los labios tan rojos como la sangre y con el pelo tan negro como el ébano". Ésta princesa sería llamada Blanche. Creció hermosa y codiciada por todos los hombres, incluso por su propio padre, el rey, el cual mantenía relaciones sexuales con ella desde que tenía 7 años. Esto causó la envidia y odio de su madre, la reina, que mandó a un hombre (su amante) asesinar a Blanche, pero este fue incapaz de acabar con su vida a causa de su belleza. En vez de eso intenta propasarse con ella, pero la princesa escapa y llega a una cabaña de leñadores en medio del bosque, donde viven siete enanos. Su madre envió a más hombres para matarla, pero Blanche se deshacía de todos, así que la reina supo que tendría que hacerlo personalmente. Cogió manzanas de una especie de manzanero que crecía en el bosque, las cuales eran tóxicas y causaban la muerte. Consiguió dar una manzana a Blanche y esta la mordió y cayó al suelo muerta.
Por otra parte el rey del reino de al lado le pide a su hijo Lui (Ludwig) que vaya en busca de Blanche para casarse con ella y conseguir unir sus reinos.
Cuando este llega a la casa de los enanos leñadores acompañado de Wilhelm, su sirviente, encuentra a la princesa muerta, y cae completamente enamorado de su belleza.
Lui decide llevársela de todos modos a su padre, como le pidió. Aunque cuando están llegando al castillo la princesa Blanche revive milagrosamente...
- Capítulo 2: La petite champeron rouge (Caperucita Roja )

Lisette es la amiga de la infancia de Wilhem, del que cuida mucho ya que todos abusan de su bondad. Siempre quiso tener una capucha roja en vez de la vieja y gris que tenía que llevar. Entonces llegó un día en que fue víctima de un truco y a causa de eso mata a sus padres. Y gracias a la sangre de ellos por fin consigue su deseada capucha roja.
- Capítulo 3: La Bella Durmiente

Lui retoma su viaje de encontrar una esposa, y llega a un castillo donde se dice que la princesa Frederik ha estado dormida por 100 años.
En uno de sus paseos encuentra un reloj de oro y se lo lleva con él. Entonces, al irse a dormir con el reloj en la mano, sueña con una hermosa chica llamada Idike en un campo de flores la cual parece tener una cercana conexión con el castillo y la princesa. ¿Habrá encontrado Ludwig a su mujer predestinada?
- Capítulo 4: Barbe Blue (Barba Azul)

En uno de sus viajes Luis conoce a una princesa con un hermoso cuerpo llamada Amalie.
Luis llega a pensar que esta chica puede llegar a ser la mujer ideal que busca, el único problema es que Amalie ya está comprometida con el terrorífico Barbe Blue.
La mente de Luis comienza a trabajar y lo único que se le ocurre es haserce pasar por amalie (ya que su rostro es bastante afeminado y además barbe blue no conocía a Amelie) para asesinar a Barbe Blue.
Al llegar al palacio Luis descubrirá los secretos de estos dos personajes.

## Tomo 2
- Capítulo 5: Rapunzel (Rapunsel)

Rapunsel es un cuento de hadas sobre una hermosa niña llamada Rapunsel, cuyo cabello nunca fue cortado por el hada (bruja), que se la llevó al momento de nacer (ya que su padre juro que si tenía una hija la regalaría). Rapunsel es mal hablada y mala. Kaori Yuki hace trabajar su encanto gótico una vez más en esta historia.
- Capítulo 6: Maid Maleen
- Capítulo 7: The Frog King or Iron Henrich
- Capítulo 8: The Goose Girl

## Tomo 3
- Capítulo 9: Hansel And Gretel (Hansel y Gretel)
- Capítulo 10: Cinderella (Cenicienta) Part. 1
- Capítulo 11: Cinderella (Cenicienta) Part. 2
- Capítulo 12: Cinderella (Cenicienta) Part. 3

## Tomo 4
- Capítulo 13: The Goose-Girl at the Well (La Princesa Cisne) Part. 1
- Capítulo 14: The Goose-Girl at the Well (La Princesa Cisne) Part. 2
- Capítulo 15: The Goose-Girl at the Well (La Princesa Cisne) Part. 3
- Capítulo 16: The Blue Light (La Luz Azul)

- Datos: Q617044